# Carl Friedrich Ernst Frommann

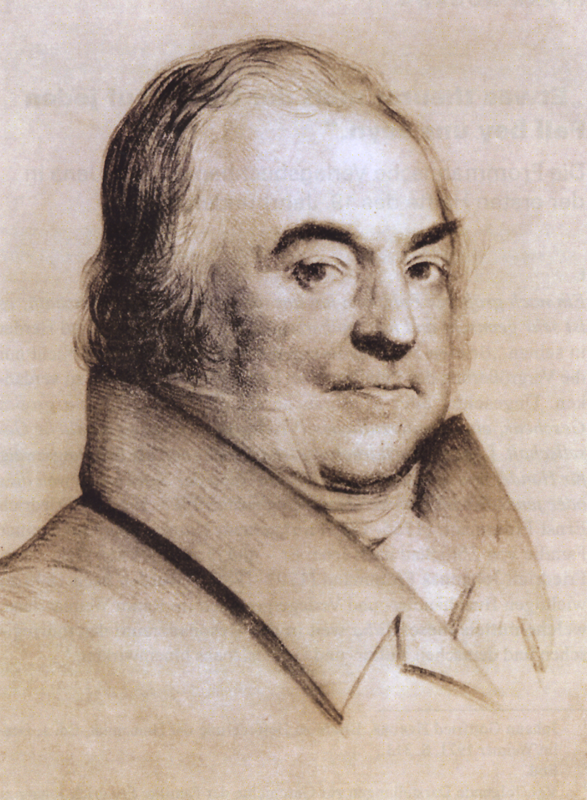
Carl Friedrich Ernst Frommann (Porträt von J. J. Schmeller, 1830)

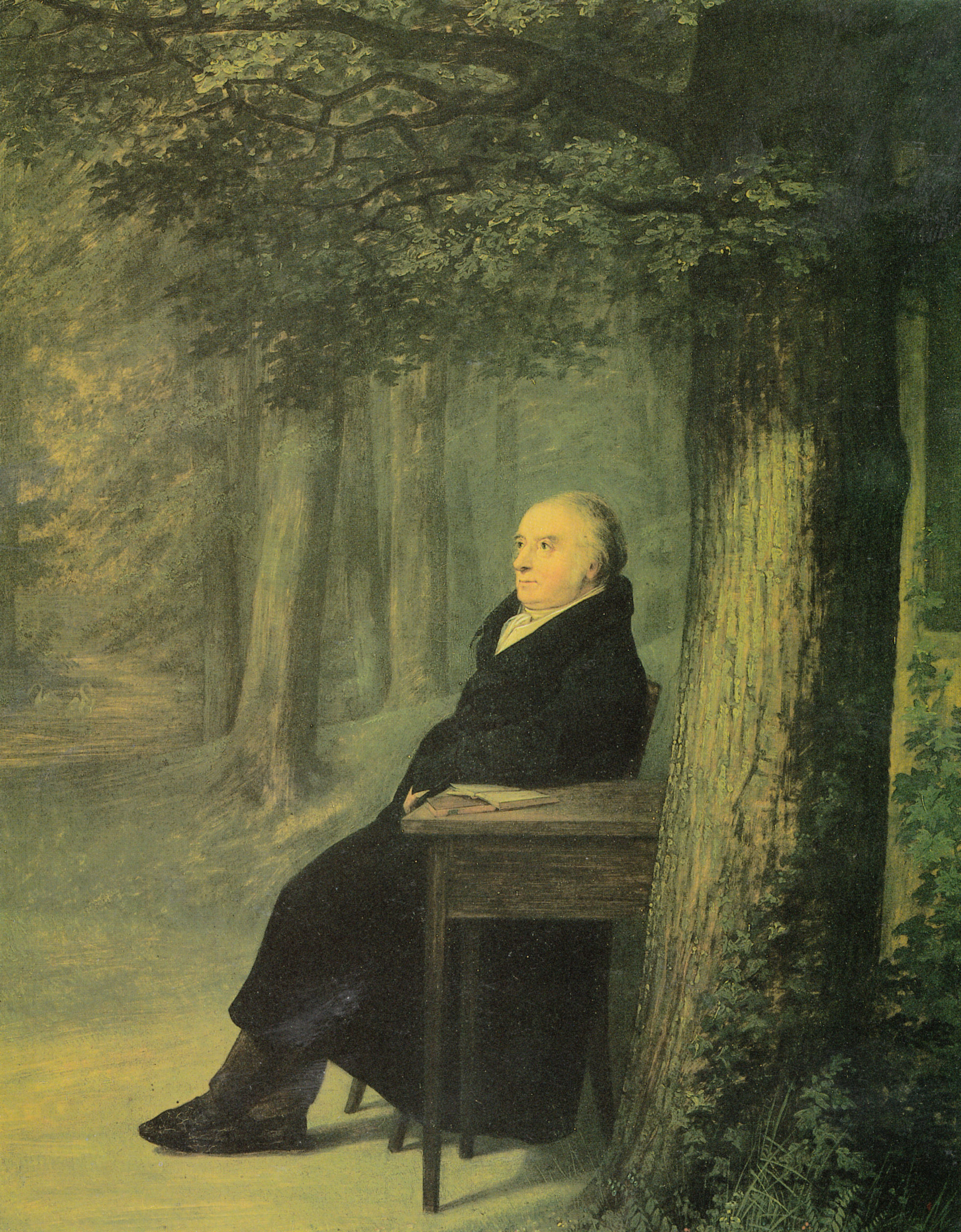
Bildnis des Buchhändlers C.Fr.Frommann (Gemälde von Georg Friedrich Kersting, 1824)

Carl Friedrich Ernst Frommann (* 14. September 1765 in Züllichau; † 12. Juni 1837 in Jena) war ein deutscher Verleger und Buchhändler in Jena.

## Leben und Wirken

### Ausbildung und Aufbau des Verlages
Carl Friedrich Ernst Frommann kam als Sohn des Buchhändlers Nathanael Sigismund Frommann in Züllichau/Neumark (heute Sulechów, eine Kleinstadt in der polnischen Woiwodschaft Lebus) zur Welt. Seine Ausbildung erhielt er in Berlin bei August Mylius. Im Jahre 1786 übernahm er die Leitung des familiären Verlages, der zunächst unter dem Namen Nathanael Sigismund Frommanns Erben firmierte und später in «Züllichau bei Friedrich Frommann» umbenannt wurde. Umfasste das Verlagsprogramm vorher nur die Fachbereiche Theologie und Philosophie, so erweiterte Carl Friedrich Ernst Frommann erfolgreich das Repertoire um Schul- und Sprachwörterbücher. So erschien das „Kritische Griechisch-Deutsche Handwörterbuch“ von Johann Gottlob Theaenus Schneider im Jahre 1797 in seinem Verlag.

### Geistiger Mittelpunkt der Klassik in Jena
Im Jahre 1798 verlegte Frommann den Verlagssitz von Züllichau nach Jena, um näher am geistigen Zentrum der damaligen Zeit, Weimar und der Universitätsstadt Jena, zu sein.
Zwischen 1794 und 1805 beherbergte Jena viele schöpferische Geister wie Friedrich Schiller, Johann Gottlieb Fichte, Friedrich Wilhelm Schelling, Georg Wilhelm Friedrich Hegel, die Brüder Alexander und Wilhelm von Humboldt, die Brüder August Wilhelm und Friedrich Schlegel, Johann Ludwig Tieck, Clemens Brentano, Johann Heinrich Voß, Friedrich Immanuel Niethammer, Zacharias Werner, Jean Paul, Ernst Moritz Arndt, August Friedrich Karl von Ziegesar (1746–1813) und andere mehr und mitten unter ihnen Johann Wolfgang von Goethe.

### Frommann, seine Pflegetochter Minchen und Goethe

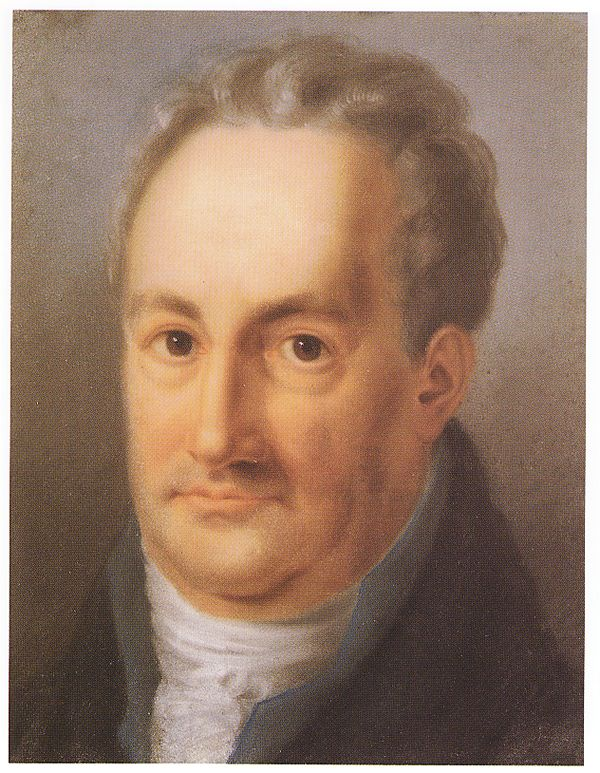
Goethe 1811 (Pastellzeichnung von Louise Seidler)

Dem Verleger gelang es, alle renommierten Autoren der damaligen Zeit zu gewinnen und sein Haus wurde zu einem gesellschaftlichen Mittelpunkt in Jena. Bereits 1799 erhielt er das Privileg zur Eröffnung einer Druckerei. Verheiratet war Carl Friedrich Ernst Frommann mit Johanna Wesselhöfft (1765–1830), mit der er neben seinen Kindern Johannes und Alwina, auch die früh verwaiste Pflegetochter Minchen aufzog.
Die Beziehungen zu Goethe entwickelten sich besonders in den Jahren 1806 und 1807 sehr freundschaftlich. Die starke Zuneigung des mittlerweile fast sechzigjährigen Dichters zu Frommanns Pflegetochter Wilhelmine Herzlieb, genannt Minna oder Minchen, regte Goethe im Winter 1807/08 zum Sonettenwettstreit mit Zacharias Werner an, der ebenfalls Interesse zeigte. Die junge Frau konnte sich zwar für keinen der Bewerber erwärmen, behielt das ihr gewidmete Sonett Nr. 5 von Gothe jedoch bis zu ihrem Tod.

### Übergabe des Verlages

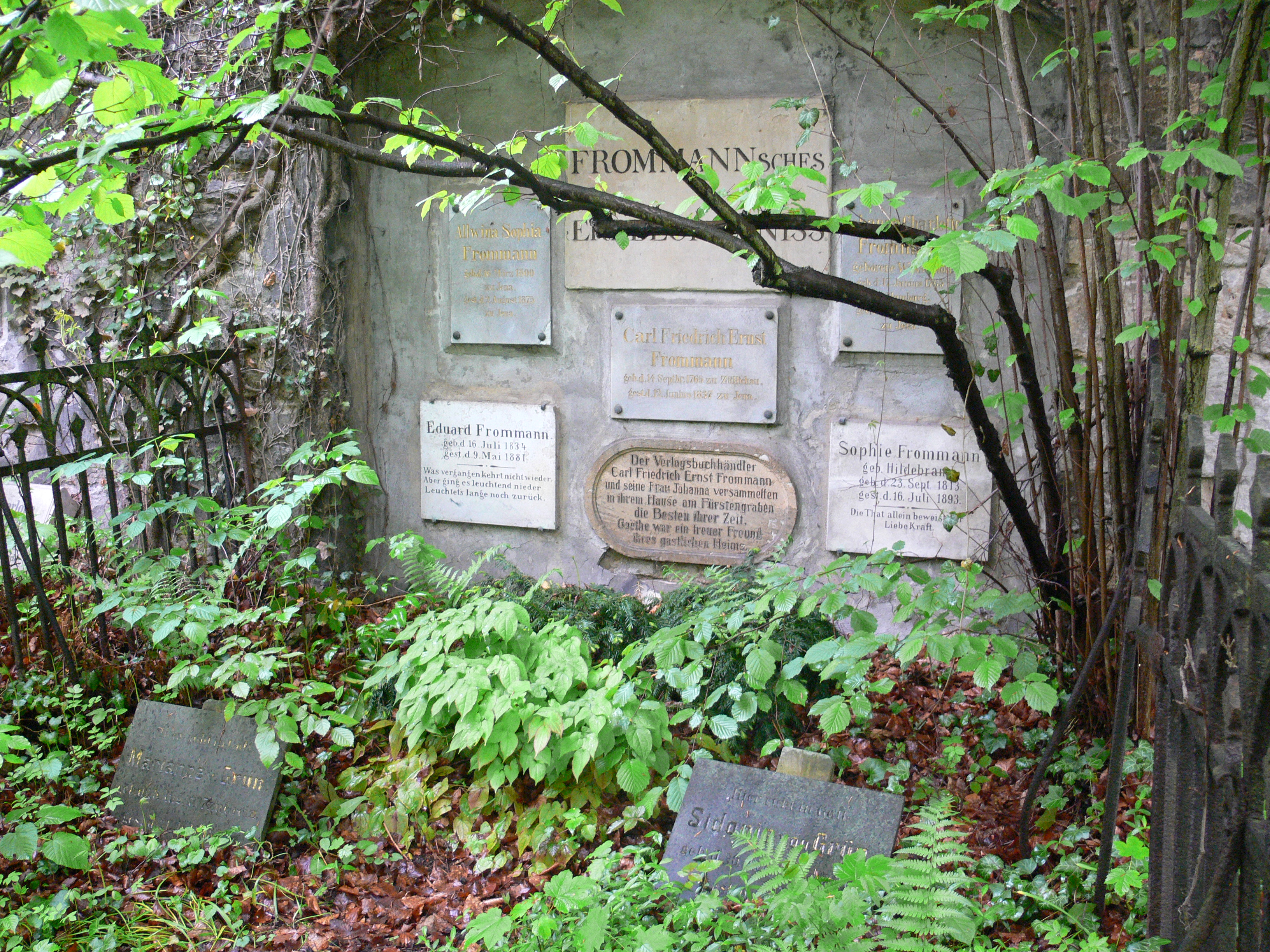
Grabmal auf dem Johannisfriedhof in Jena

1825 nahm Frommann seinen Sohn Friedrich Johannes Frommann in die Verlagsgeschäfte auf und zog sich nach 1830 aus den Verlagsgeschäften zurück. 1836 erhielt er die Ehrenbürgerwürde der Stadt Leipzig und starb ein Jahr später im Alter von 71 Jahren.

## Der Verlag heute
Der einstige Frommannsche Verlag besteht noch heute unter dem Namen frommann-holzboog Verlag. Er publiziert vor allem geisteswissenschaftliche Werke mit Schwerpunkten in der Philosophie, Theologie, Psychoanalyse und angrenzenden Wissenschaften. Sitz des Verlages ist seit 1886 Stuttgart.